# Ottó Tolnai
Ottó Tolnai (ur. 5 lipca 1940 w Kanjižy, zm. 27 marca 2025) – pisarz, poeta i dramaturg, przedstawiciel mniejszości węgierskiej w Wojwodinie.
W latach 1955–1959 uczęszczał do gimnazjum w Senta, w tym czasie zostały opublikowane jego pierwsze opowiadania. od 1959 do 1962 roku studiował filologię węgierską na Uniwersytecie w Nowym Sadzie. W 1963 roku wyjechał do Zagrzebia, aby studiować filozofię. Tam też odbył służbę wojskową. Po powrocie do Nowego Sadu w 1965 podjął pracę w awangardowym czasopiśmie literackim  Új Symposion, w latach 1969–1972 był jego redaktorem naczelnym. Oskarżony o publikowanie artykułów antypaństwowych stracił stanowisko i został skazany na karę więzienia w zawieszeniu. W latach 1970–1973 mieszkał w Suboticy. Od 1974 do 1994 roku pracował w lokalnym radiu w Nowym Sadzie.
W 1991 roku otrzymał nagrodę im. Attili Józsefa, zaś w 2023 roku nagrodę Vilenica.

## Twórczość
- 1963 Homorú versek (wiersze)
- 1967 Sirálymellcsont (wiersze)
- 1968 Valóban mi lesz velünk (wiersze, wspólnie z Istvánem Domonkosem)
- 1969 rovarház (powieść)
- 1969 Agyonvert csipke (wiersze)
- 1970 Ördögfej (powieść)
- 1972 Gogol halála (proza)
- 1973 Legyek karfiol (wiersze)
- 1973 Versek
- 1978 Sáfrány Imre (eseje)
- 1980 Világpor (wiersze)
- 1982 Elefántpuszi. Versek koravén gyerekeknek (wiersze dla dzieci)
- 1983 Virág utca 3. (powieść)
- 1983 Vidéki Orfeusz (wiersze)
- 1986 Rokokokokó (wiersze)
- 1986 Gyökérrágó (wiersze)
- 1987 Prózák könyve (proza)
- 1989 Cápácskám: apu
- 1992 árvacsáth (wiersze)
- 1992 Wilhelm-dalok, avagy a vidéki Orfeusz (wiersze)
- 1992 Versek könyve
- 1992 A meztelen bohóc (eseje)
- 1994 Június
- 1994 Kékítőgolyó. Új prózák könyve
- 1996 Végel(ő)adás (zbiór dramatów)
- 1997 Rothadt márvány. Jugoplasztika (eseje)
- 2001 Balkáni babér
- 2004 Költő disznózsírból
- 2005 Szög a nadírban. Kovács Antal naplója
- 2006 Ómama egy rotterdami gengszterfilmben